# Morsbach (Swist)
Der Morsbach (auch Wormersdorfer Bach) ist ein 6,7 km langer, linker Nebenfluss der Swist im nordrhein-westfälischen Rhein-Sieg-Kreis.
Der Morsbach ist ein löss-lehmgeprägter Tieflandbach.

## Geographie

### Verlauf
Der Morsbach entspringt südlich der Rheinbacher Ortschaft Wormersdorf auf einer Höhe von 253 m ü. NHN.
Der Bach fließt vorwiegend in nordnordöstlicher Richtung. Östlich von Wormersdorf schwenkt er nach Nordwesten, aber mit Aufnahme des Steigerbachs von links nimmt er seine Hauptrichtung wieder auf.
Er passiert Meckenheim, bevor er schließlich auf 161 m ü. NHN im Naturschutzgebiet Swistbach und Berger Wiesen von links in den Erft-Zufluss Swist mündet.
Auf seinem 6,7 km langen Weg erfährt der Bach ein Gefälle von 92 Metern, was einem mittleren Sohlgefälle von 14 ‰ entspricht.

### Einzugsgebiet
Das rund 12,3 km² große Einzugsgebiet des Morsbachs erstreckt sich über die Jülich-Zülpicher Börde und wird durch ihn über die Swist, die Erft und den Rhein in die Nordsee entwässert.
Es grenzt
- im Osten an das Einzugsgebiet des Ersdorfer Bachs und
- im Westen an das des Eulenbachs.

Das Einzugsgebiet wird von landwirtschaftlichen Nutzflächen dominiert.

### Zuflüsse
| Stat. in km | Name        | GKZ       | Lage   | Länge in km | EZG in km² | MQ in l/s | Mündungshöhe in m ü. NHN | Bemerkungen       |
| ----------- | ----------- | --------- | ------ | ----------- | ---------- | --------- | ------------------------ | ----------------- |
| 002,70      | N. N.       | 274234-12 | links0 | 001,310     | 0001,7000  | 0003,4000 | 17500000                 | auch Weidengraben |
| 002,40      | Steigerbach | 274234-2  | links0 | 004,2420    | 0002,6050  | 0004,960  | 17300000                 |                   |

Anmerkungen zur Tabelle
1. ↑  Gewässerkennzahl, in Deutschland die amtliche Fließgewässerkennziffer mit zur besseren Lesbarkeit eingefügtem Trenner hinter dem Präfix, das einheitlich für den allen gemeinsamen Vorfluter Morsbach steht.